# Romeo Rivers
Romeo Norman Rivers (Springfield, 28 maart 1907 - Winnipeg, 4 mei 1986) was een Canadese ijshockeyspeler. 
Rivers won met zijn ploeg de Winnipeg Hockey Club in 1931 het amateurkampioenschap van Canada de Allan Cup. Door deze overwinning waren de Winnipeg Hockey Club de Canadese vertegenwoordigen op de Olympische Winterspelen 1932. Rivers speelde tijdens de spelen mee in alle zes de wedstrijden en trof vijfmaal doel, waaronder de 2-1 met nog zes minuten te spelen in de laatste wedstrijd tegen de Verenigde Staten waardoor Canada de gouden medaille veroverde.
Rivers mocht in 1935 met zijn ploeg Winnipeg Monarchs Canada vertegenwoordigen op de wereldkampioenschappen. Rivers werd met zijn ploeg wereldkampioen.